# How I Live Now
How I Live Now es una película dramática británica basada en el libro homónimo de Meg Rosoff, publicado en 2004. La dirección corrió a cargo de Kevin Macdonald y contaba con la actuación de Saoirse Ronan, Tom Holland, Anna Chancellor y George MacKay, entre otros. La película fue presentada en el Festival Internacional de Cine de Toronto de 2013.

## Argumento
Daisy (Saoirse Ronan), una adolescente americana que padece de anorexia, es enviada a la campiña inglesa para visitar a su tía Penn (Anna Chancellor) y a sus primos Edmond (George MacKay), Isaac (Tom Holland) y Piper (Harley Bird) en verano. Nada más bajar, se encuentra al Aeropuerto de Heathrow repleto de militares y policías armados, preocupados con que ocurra un atentado terrorista similar al que ha ocurrido en París. Daisy es recogida por su primo Isaac y llevaba a la casa de sus primos, al norte de Londres. Su tía Penn se ve obligada a marcharse a Ginebra durante un par de semanas por asuntos de trabajo, dejando a Daisy junto a sus primos. 
Sin embargo, el verano termina repentinamente cuando una coalición de varios grupos terroristas detonan una bomba nuclear en el centro de Londres, estallando la Tercera Guerra Mundial. Aparte del gran número de fallecidos, la bomba deja miles de casas sin electricidad ni agua potable, declarándose la ley marcial y obligando a los militares a buscar supervivientes. Mientras tanto, Daisy recibe la visita del cónsul, ofreciéndole la oportunidad de volver a los Estados Unidos. 
Los primos se trasladan a una pequeña cabaña del bosque junto con Joe (Danny McEvoy), uno de los vecinos, el cual se ve obligado a partir junto a sus padres hacia un campo de refugiados. Finalmente, la noche antes de partir hacia los Estados Unidos, Daisy quema el billete de avión, decantándose por quedarse con Edmond, de quién se había enamorado. La mañana siguiente, varios militares irrumpen en la cabaña y toman a todos los supervivientes. A continuación los separan por sexos, enviando a Daisy y a Piper a un campo de refugiados, mientras Edmond e Isaac son llevados a un cuartel militar. Antes de ser obligado a entrar a la fuerza en el furgón, Eddie le dice a Daisy que haga todo lo posible por reencontrarse con él en la cabaña del bosque.
Daisy termina viviendo junto a la Señora McEvoy, y pocos días después, decide fugarse junto a su prima, Piper. Las dos ven la ocasión perfecta de huir cuando varias casas terminan calcinadas debido a un ataque perpetrado por personas en contra del régimen militar. Pocos días después, y tras tener varios sueños que Daisy interpretaba con indicaciones sobre por dónde seguir, llegan a las instalaciones donde estaban Edmond e Isaac. 
Daisy decide investigar el sitio, aparentemente abandonado. Una vez que llega al patio, encuentra decenas de bolsas repletas de cadáveres. Temiéndose lo peor, Daisy empieza a abrir una por una las bolsas, esperando no encontrarse con el cuerpo de Eddie. No obstante, a pesar de que Edmond no estaba entre los restos, sí que estaba Isaac. Daisy toma las gafas de su primo, que decide enterrar en las proximidades de un riachuelo. Acto seguido decide continuar con la marcha.
Tras haber sido atacada por dos hombres, Daisy y Piper se esconden, pero atrapan a su prima. Daisy salva a su prima matando a uno de ellos de un disparo y obligando al otro a soltarla y luego hiriéndolo. Ambas salen huyendo del lugar, pero descubren que han dejado atrás el mapa y la brújula. Decididas a proseguir la búsqueda hacia la cabaña, encuentran su salvación cuando ven al halcón de Eddie sobrevolando la zona. Daisy y Piper llegan a la cabaña, que está repleta de botellas de alcohol y de mantas sucias, y encuentran a Jet, la mascota de Piper, encerrado en una habitación. Al día siguiente, el perro empieza a ladrar y sale fuera, seguido por Daisy. Finalmente, encuentra a Eddie tirado en el suelo, aparentemente insconciente. 
Los meses posteriores, Daisy se encarga de cuidar, bañar y dar de comer a Eddie. Meses después, la electricidad vuelve, hay un alto el fuego y el país empieza a recomponerse. Sin embargo, las atrocidades que vio Eddie hace que padezca trastorno por estrés postraumático, perdiendo la capacidad de hablar. En la escena final de la película, Eddie se encuentra atendiendo el jardín cuando se corta en el dedo. Daisy le ayuda limpiando la sangre de la herida con su propia saliva, similar a lo que había hecho Eddie por ella cuando Daisy había llegado a la cabaña. Él responde besándola y abrazándola, lo que le da esperanza de que pronto volverá todo a la normalidad.

## Casting
- Saoirse Ronan - Elizabeth "Daisy"
- George MacKay - Edmond
- Tom Holland - Isaac
- Harley Bird - Piper
- Anna Chancellor - Aunt Penn
- Corey Johnson - Cónsul
- Danny McEvoy - Joe
- Darren Morfitt - Sargento
- Jonathan Rugman - Periodista
- Stella Gonet - Sra. McEvoy
- Des McAleer - Sr. McEvoy